# کانتانیئده
کانتانیئده (Cantanhede) یکی از شهرهای کشور پرتغال است.